# Back to Life (Hailee Steinfeld)
Back to Life è un singolo della cantante statunitense Hailee Steinfeld, pubblicato il 2 novembre 2018 ed estratto dalla colonna sonora del film Bumblebee, in cui Steinfeld è la protagonista.

## Descrizione
La canzone è stata descritta come un "inno elettro-baciato" con una "produzione scintillante" con un "testo amato" e con Steinfeld che canta "Il nostro amore è abbastanza, trascendendoci attraverso lo spazio e il tempo, è un ostacolo che tiene intrecciati te e me". Il ritornello, che contiene la frase "Perché ti sto riportando in vita", è stato definito "serio".

## Promozione
Steinfeld ha parlato della canzone in un post sui social media dall'ottobre 2018, affermando che sarebbe stata la prima canzone che appare in un film in cui recita. Mentre secondo Mike Nied di Idolator questo evidentemente non conta per le canzoni che ha registrato per Pitch Perfect 2 e Pitch Perfect 3.

## Esibizioni dal vivo
Steinfeld ha presentato la canzone dal vivo agli MTV Europe Music Awards del 2018, della quale la cantante era presentatrice.

## Video musicale
Il 16 novembre 2018 è stato pubblicato il lyric video della canzone.

## Accoglienza
Secondo Nicole Engelman di Billboard la canzone "spinge in cima alla ribalta la voce di Steinfeld, mettendola sopra un irresistibile ritmo synth-heavy con tutte le potenzialità di un successo dance-floor".

## Tracce
1. Back to Life – 3:53 (testo: Wayne Sermon, Michael Pollack, Hailee Steinfeld, Jorgen Odegard, Josh Gudwin, Kennedi Lykken)